# Fórum (revista)
Fórum es una revista brasileña que fue publicada mensualmente durante 12 años en versión impresa por la Publisher Brasil. El número 1 salió a la venta en septiembre de 2001 y la última edición en papel se imprimió en diciembre de 2013. La revista también publicó un número cero en abril de 2001.
Actualmente, la Revista Fórum es sólo digital. Su portal es un medio de comunicación brasileño independiente y la edición digital semanal de la revista se publica todos los viernes. Inspirándose en el Foro Social Mundial, la revista tiene como objetivo autoproclamado difundir los acontecimientos más recientes de los movimientos sociales en el país. Fórum también transmite a través de su canal de YouTube.

## Controversias
En septiembre de 2016, el gobierno del presidente Michel Temer cortó la transferencia de recursos a sitios web y blogs considerados pro-gobierno Dilma y pro-PT, siendo el recorte de pagos destinado a la Revista Fórum del orden de R$ 109 mil. Por otro lado, Temer aumentó la transferencia de fondos publicitarios a los medios de comunicación tradicionales, que apoyaron en gran medida el impeachment de Dilma Rousseff. En el caso de los medios impresos, por ejemplo, el aumento del gasto en publicidad gubernamental alcanzó el 350% en 2016.